# Ukkosaari (ö i Mellersta Finland, Saarijärvi-Viitasaari)
Ukkosaari är en ö i Finland. Den ligger i sjön Keitele och i kommunen Viitasaari i den ekonomiska regionen  Saarijärvi-Viitasaari och landskapet Mellersta Finland, i den centrala delen av landet, 300 km norr om huvudstaden Helsingfors. Öns area är 0,4 hektar och dess största längd är 90 meter i nord-sydlig riktning.